# Forsdalakyrkan
Forsdalakyrkan är en kyrkobyggnad som tillhör Lycksele kommun och hyrs av Lycksele församling i Luleå stift. Kyrkan ligger i stadsdelen Forsdala nästan två kilometer söder om Lycksele centrum.

## Kyrkobyggnaden
Kyrkan uppfördes 1976-1977 efter ritningar av Gunvor Strömberg och invigdes i maj 1977. Stommen är av trä och ytterväggarna är klädda med blåmålad stående träpanel. Yttertaket är ett pulpettak som är belagt med rödmålad plåt.
Kyrkorummet har väggar och tak klädda med ljus träpanel. Intill kyrkorummet finns en samlingssal som skiljs av med en vikvägg. Genom att öppna vikväggen kan kyrkorummet utvidgas.
Utanför kyrkan finns en fristående klockstapel.

## InventarierVid östra väggen ståraltaret.Altartavlanär utförd 1991 av Sven-BertilSvensson.

### Orgel
- 1977 lånades en orgel ut hit från Läroverket, Lycksele. Orgeln var byggd 1957 av Grönlunds orgelbyggeri, Gammelstad och hade 5 stämmor. 1987 flyttades den tillbaka till gamla seminariet i Lycksele.
- Den nuvarande orgeln är byggd 1987 av A Magnussons Orgelbyggeri AB, Mölnlycke och är en mekanisk orgel. Orgeln har oliksvävande temperering.

| Manual            | Pedal      | Koppel   |  |
| Principal 8’ D    | Subbas 16’ | Man/Ped. |  |
| Gedackt 8’ B/D    |            |          |  |
| Principal 4' B/D  |            |          |  |
| Flöjt 4' B/D      |            |          |  |
| Kvinta 2 2/3' B/D |            |          |  |
| Flöjt 2' B/D      |            |          |  |

### Webbkällor
- anläggningspresentation
- byggnadspresentation
- Lycksele församling
- Wikimedia Commons har media som rör Forsdalakyrkan.